# Bukit Timah
Bukit Timah es una colina en Singapur que posee una elevación de 163,63 metros, siendo el punto más alto en la ciudad-estado de Singapur. Bukit Timah está situado cerca del centro de la isla principal de Singapur.
En los alrededores hay una zona de planificación urbana conocida como Área de Planificación Bukit Timah la cual es administrada por la Autoridad de Desarrollo Urbano y es parte de la Región Central. La zona se encuentra a 10 kilómetros del distrito de negocios de la ciudad. Esta zona a menudo es denominada Bukit Timah o Distrito 11.
En el área se encuentra un considerable número de bungalows (casas unifamiliares y dúplex), así como también condominios.

## Etimología e historia del Bukit Timah
Bukit Timah, literalmente significa "cerro de estaño" en malayo. La colina ya aparece identificada con su nombre actual en un mapa de 1828, realizado por Frankin y Jackson. La colina fue representada en el mapa hacia el noroeste como dos colinas en la fuente oriental del río Kranji.
Debido a que el interior de la isla no había sido completamente explorado en esa época, la ubicación y el nombre de la colina usados en el mapa probablemente fue información proveniente de la comunidad malaya. Según una fuente, Bukit Timah no posee ninguna relación con el estaño. El nombre original malayo de la colina era Bukit témák, que significa "cerro de los árboles témák", refiriéndose a témák Pokok, una especie de árbol que crecía en abundancia en las laderas de la colina. Sin embargo, para los occidentales, témák sonaba Timah, y por lo tanto se referían al cerro como Bukit Timah. Algunos dicen que Timah es una abreviatura del nombre Fátima, un popular nombre de mujer en Malasia.
En diciembre de 1843, se construyó una carretera que permite acceder a la cima de la colina. También se construyó una pequeña cabaña con sillas para los visitantes. Debido a su aire más fresco que en las planicie a nivel del mar, la colina era considerada un "sanatorio excelente",  "que produce una agradable alegría de los espíritus".
En idioma tamil Bukit Timah se denomina Malai Eyam (colina de estaño), en lo que es una traducción literal del nombre malayo. Muchos asocian el nombre con el exclusivo Club de Turf de Singapur.

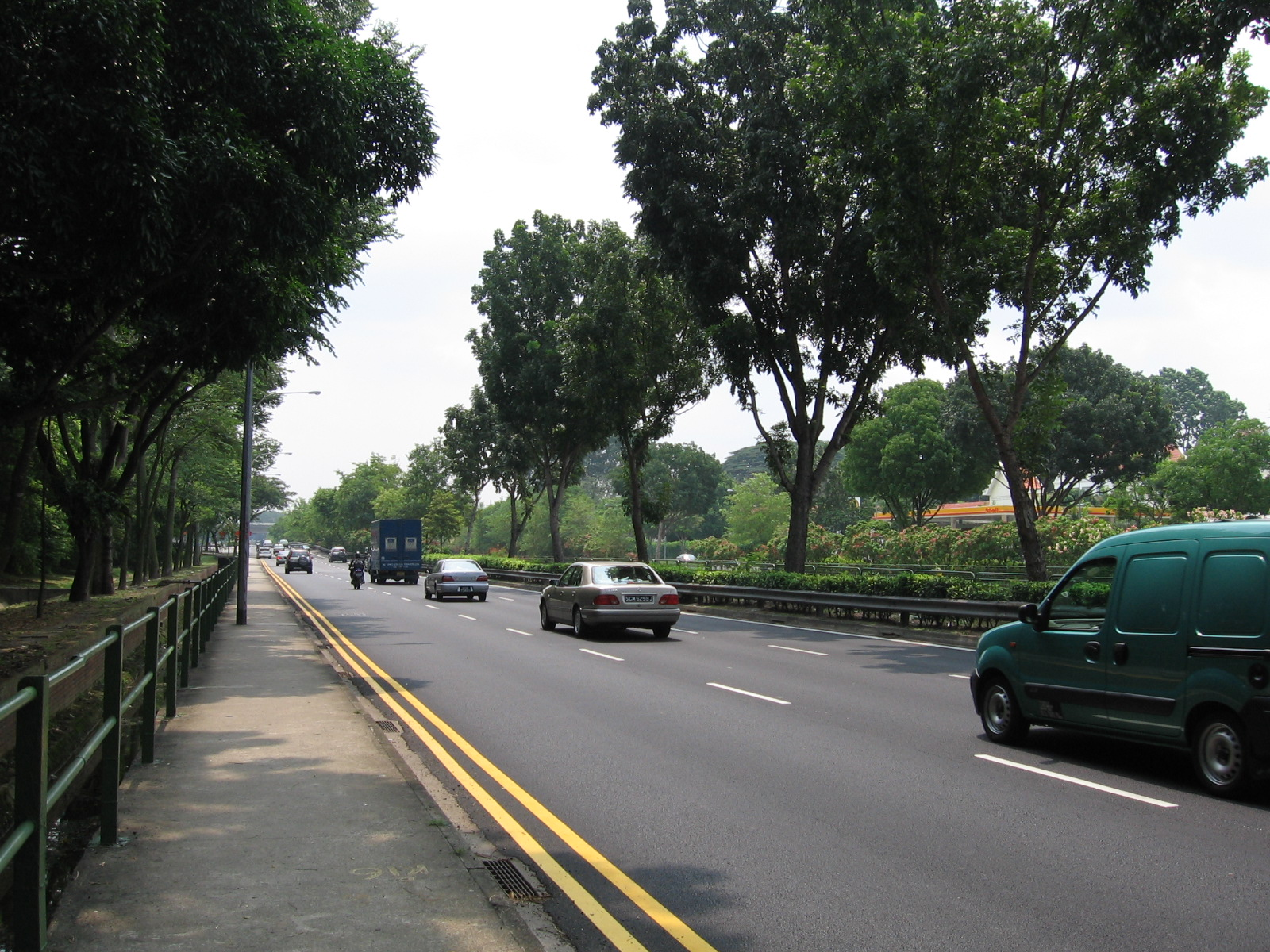
La ruta de Bukit Timah es una de las más antiguas carreteras en Singapur.

La ruta de Bukit Timah de 25 km de extensión, es la más larga de Singapur, la misma conecta el norte con el sur de la isla. El camino hacia Kranji se completó en 1845. Al parecer, en la zona vivían numerosos tigres que constituían una grave amenaza para la población humana. En 1860, cerca de 200 personas fueron asesinadas por los tigres cerca de las plantaciones de uña de gato (o gambier) y pimienta. Hacia 1840 se realiza el primer cruce a caballo de la isla por la Bukit Timah Road, tomó cuatro días y fue realizado por el Sr. Thomson, y el Dr. Little.
La carretera Bukit Timah es denominada tek kha kang a kinn en Hokkien, que significa "el lado del arroyo en el distrito "tek kha" (o ruta Selegie)". Esto sólo se refiere a la parte inferior de la ruta de Bukit Timah. Las secciones de la ruta que atraviesan la zona Wayang Satu  y el pueblo de Bukit Timah reciben otros nombres diferentes. Los hokkiens también se refieren a Bukit Timah como "be chia lo bue", que significa "fin de la carretera para coche de caballos".
La carretera de Bukit Timah fue testigo de la última línea de defensa contra la invasión del ejército japonés. Durante la Segunda Guerra Mundial, cuando los británicos, perdieron Bukit Timah a manos de los japoneses el 11 de febrero de 1942. El 15 de febrero de 1942, el jefe de las fuerzas aliadas, teniente general A. E. Percival rindió sus tropas ante el teniente general Tomoyuki Yamashita en la fábrica Ford en Bukit Timah.
Durante la ocupación japonesa, los soldados japoneses construyeron el Syonan-to o santuario sintoísta (Syonan es el nombre que durante la ocupación le dieron los japoneses a Singapur) en Bukit Timah, que era similar El santuario Yasukuni en Japón, pero de menor tamaño. Durante la ocupación se construyeron dos monumentos de guerra, uno dedicado a los japoneses muertos en la guerra y sorprendentemente a las tropas británicas que murieron defendiendo Singapur. Durante la ocupación los estudiantes, los comandantes japoneses, los representantes británicos de los prisioneros de guerra se reunían allí con regularidad para conmemorar a los muertos durante la ocupación.
No fue sino hasta poco antes de la rendición japonesa, cuando las fuerzas de ese país destruyeron el santuario sintoísta, temiendo que las fuerzas británicas lo demolieran de una manera deshonrosa. El sitio donde se encontraba el santuario sintoísta se encontraba en una zona entre la Reserva de la Naturaleza y un área restringida de las Fuerzas Armadas de Singapur. Varios historiadores han excavado el lugar, y un episodio del documental "Hey Singapur" de la entonces Corporación de Televisión de Singapur (TCS), trataba acerca del misterioso santuario sintoísta. Desde entonces, el Gobierno de Singapur ha nombrado al lugar como "Sitio Histórico". No se han dado a conocer planes para restaurar el sitio, por temor a represalias por parte de la República Popular de China y el extranjero.
Los muertos de guerra japoneses fueron traídos de vuelta al Santuario Yasukuni, mientras que los restos de las tropas británicas se institucionalizaron como la Comunidad Británica de Veteranos de Guerra Kranji en Singapur. No hay restos del santuario sintoísta, excepto por el estanque de Limpieza Santo y varios pavimentos de piedra de Japón.
Después de la ocupación japonesa, las granjas y plantaciones en Bukit Timah dieron paso a edificios industriales y rascacielos. En los años 1960 y 1970, Bukit Timah fue un importante centro industrial. Hoy en día, las fábricas han sido reemplazadas por lujosos bungalows, casas aterrazadas y condominios, haciendo de Bukit Timah una zona residencial.

## Destacados
El área de Bukit Timah es un destacado lugar con un alto valor de las tierras. Posee una variada flora y hermosos bosques, y contiene la Reserva Natural de Bukit Timah, lo que es parcialmente responsable del alto valor de las tierras. La reserva natural fue creada en 1883.
El Hipódromo de Bukit Timah, una instalación para carreras de caballos purasangre, se inauguró en 1933 y operó hasta 1999.
En la zona se encuentran varias escuelas, tales como la Anglo-Chinese School (Barker Road), Singapore Chinese School Girls, la Escuela Metodista de Niñas, Hwa Chong Institution, National Junior College, Escuela Primaria Raffles Girls, la Escuela Primaria Nanyang, Nanyang Girls High School, Escuela Primaria Presbiteriana Pei Hwa, Institución de San José y Ngee Ann Polytechnic entre otras.
La zona residencial aledaña alberga búngalos, tradicionalmente caros, así como rascacielos y condominios. Muchos expatriados y acomodados tienden a quedarse en esta región. El incremento del precio de la tierra ha conducido al desarrollo de nuevos condominios. Por ejemplo, el Orchid Hotel Copthorne en Dunearn Road está siendo remodelado en condominios para la venta.
Esta región se extendió posteriormente y se formó el Upper Bukit Timah (Distrito 21). El Keretapi Tanah Melayu de Malasia tiene una estación aquí, formando parte de su red ferroviaria de Johor Bahru a Tanjong Pagar.